# Георги Попов (актьор)
 Тази статия е за актьора.  За други личности с това име вижте пояснителната страница.  
Георги Попов е български актьор.
През 1949 година завършва Театралната школа и постъпва към току-що открития филиал на Народния театър в класа на Боян Дановски.
Работил е в Народен театър „Иван Вазов“ (1949 – 1966), Сатиричен театър „Алеко Константинов“ (1966 – 1969), театър Сълза и смях (1969 – 1972) и Драматичен театър „Адриана Будевска“ в Бургас (1972).
В активния си творчески период от 1954 до 1984 година се снима в 22 български филма, измежду които:
- „Ребро Адамово“ (1958), в ролята на Адам,
- „Невероятна история“ (1964), в ролята на адвокат Егаров,
- „Старинната монета“ (1965), в ролята на Канев,
- „На всеки километър“ (1969), в ролята на майор Вайс,
  - Серия 3 „Пеещият часовник“,
  - Серия 4 „Трите удивителни“,
  - Серия 5 „Насрещни влакове“

Георги Попов е съпруг на примабалерината Люба Колчакова.

## Награди и отличия
- Заслужил артист (1966).
- Димитровска награда

## Театрални роли
- „Както ви се харесва“ (Уилям Шекспир) – Жак
- „Село Борово“ (Крум Велков) – Игнат
- „Млада гвардия“ (Александър Фадеев) – Земнухов
- „Волпоне“ (Бен Джонсън) – Волторе
- „Вражалец“ (Ст. Л. Костов) – Манчо Вагърджиев
- „12-те стола“ (Илф и Петров) – Остап Бендер
- „Чучулигата“ (Жан Ануи) – инквизиторът
- „Ромео и Жулиета“ (Уилям Шекспир) – Меркуцио
- „Суматоха“ (Йордан Радичков)
- „Призраци“ (Хенрих Ибсен) – пастор Мендерс
- „Вишнева градина“ (Антон Чехов) – Фирс
- „Римска баня“ (Станислав Стратиев) – художника
- „Любов необяснима“ (Недялко Йорданов) – адвоката

## Телевизионен театър
- „Любов необяснима“ (1976) (от Недялко Йорданов, реж. Недялко Йорданов)
- „… И компания“ (1971) (Йордан Радичков)
- „12 стола“ (1969) (Илф и Петров) - Остап Бендер
- „Недорасъл“ (1969) (Денис Иванович Фонвизин)

## Филмография
| Година     | Филми и Сериали | Серии  | Копродукции    | Роля |
| ---------- | --- | ------ | -------------- | --- |
| 1988       | Ловци в Мексиканската прерия: Бенито Хуарез („Präriejäger in Mexiko: Benito Juarez“) Ловци в прериите на Мексико: Бенито Хаурез (алтернативно заглавие)       |        | ГДР            | |
| 1988       | Ловци в Мексиканската прерия: Лешоядовият клюн („Präriejäger in Mexiko: Geierschnabel“) Ловци в прериите на Мексико: Лешоядовият клюн (алтернативно заглавие) |        | ГДР            | |
| 1987       | Фридолин („Fridolin“) | 7      | ГДР            | Нико Балтаков                                                                                           |
| 1985       | Нощем с белите коне (тв сериал) | 6      |                | |
| 1985       | Похищение (Porwanie) |        | Полша/България | майсторът, поправящ лодките                                                                             |
| 1984       | Не знам, не чух, не видях (тв) |        |                | свидетел от блока                                                                                       |
| 1982       | Почти ревизия (тв сериал) | 4      |                | Васил, бащата                                                                                           |
| 1982       | Николо Паганини („Никколо Паганини“) | 4      | СССР/България  | |
| 1978       | Топло |        |                | директорът на затвора                                                                                   |
| 1978       | „Amor holt sich nasse Füße“ |        | ГДР            | Амор Николаев                                                                                           |
| 1977       | Баш майсторът на море (тв) |        |                | главният счетоводител                                                                                   |
| 1976       | Лебед |        |                | |
| 1973       | Бягство в Ропотамо |        |                | Пантерата                                                                                               |
| 1970       | Кит |        |                | Попов, вторият заместник                                                                                |
| 1969, 1971 | На всеки километър (тв сериал) | 26     |                | майор Вайс (в III серия: „Пеещият часовник“, IV серия: „Трите удивителни“, V серия: „Насрещни влакове“) |
| 1968       | Бялата стая |        |                | докторът                                                                                                |
| 1967       | С дъх на бадеми |        |                | следователят                                                                                            |
| 1965       | Грамофон и маслини за моите приятели (тв) |        |                | амнистарят                                                                                              |
| 1965       | Старинната монета |        | България/ГДР   | фелдшера Канев                                                                                          |
| 1964       | Невероятна история |        |                | адвокатът Егаров                                                                                        |
| 1964       | Приключение в полунощ |        |                | капитан Ковачев                                                                                         |
| 1962       | Златният зъб |        |                | полковникът                                                                                             |
| 1962       | Царска милост |        |                | Стоян войвода                                                                                           |
| 1961       | Нощта срещу 13-и |        |                | следователят Митев (като Г. Попов)                                                                      |
| 1961       | Краят на пътя |        |                | операторът                                                                                              |
| 1961       | Призори |        |                | бай Георги                                                                                              |
| 1960       | Хитър Петър |        |                | игуменът Калистрат, игуменът на манастира                                                               |
| 1960       | В тиха вечер |        |                | бръснаря (не е посочен в надписите на филма)                                                            |
| 1959       | Пътища | 2 нов. |                | директорът (в новелата „Пътят минава през Беловир“)                                                     |
| 1958       | Законът на морето |        |                | Гец |
| 1956       | Ребро Адамово |        |                | Адем |
| 1956       | Точка първа |        |                | радио-коментатор                                                                                        |
| 1954       | Септемврийци |        |                | капитан Радев                                                                                           |
| 1954       | Песен за човека |        |                | |